# Juan de Velasco de la Cueva y Pacheco

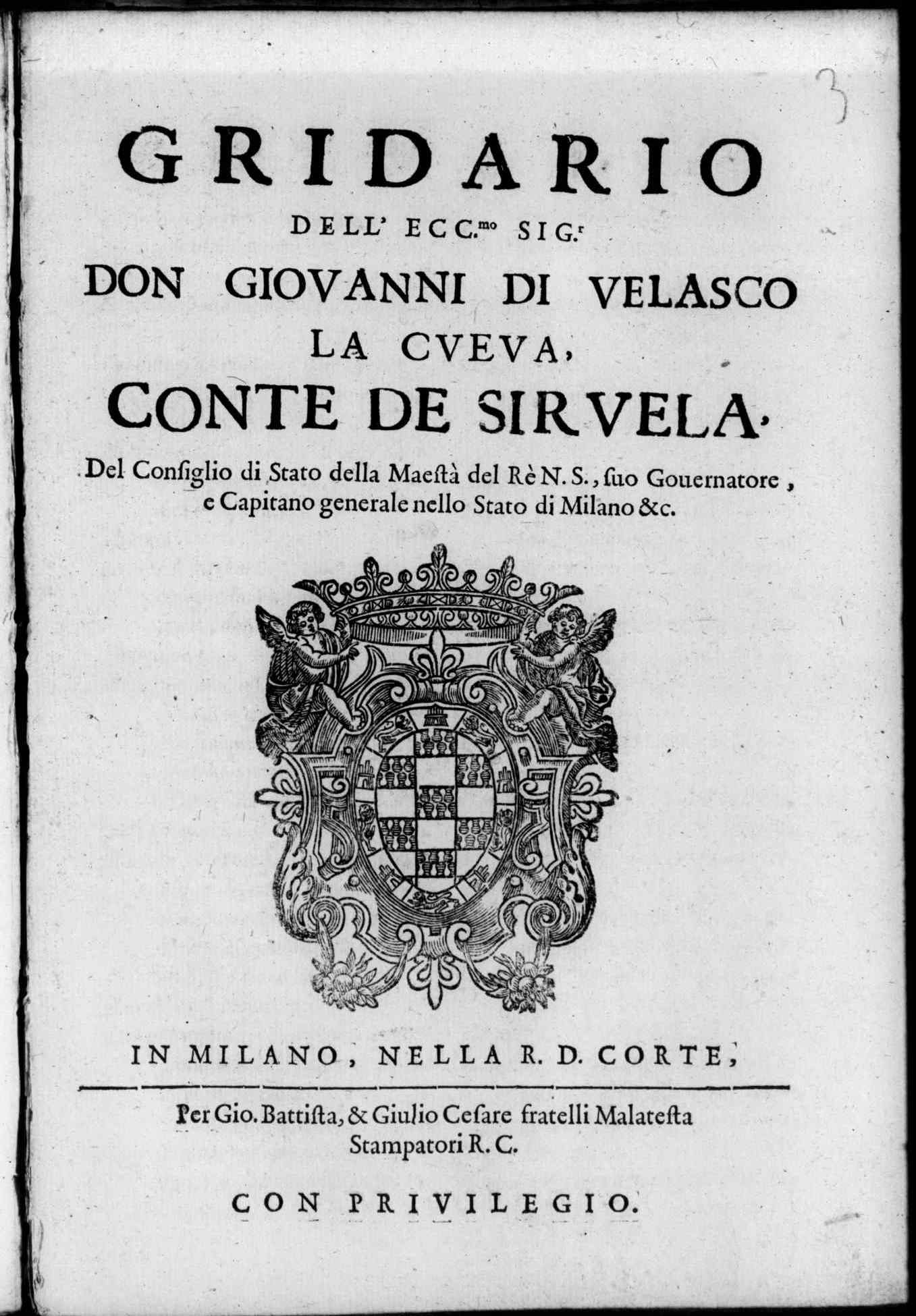
Gridario dell'eccellentissimo signor don Giovanni di Velasco La Cueva, Milano 1643

Juan de Velasco de la Cueva y Pacheco (Madrid, 1608 – 1650) è stato un generale e politico spagnolo, VIII conte di Siruela.

## Biografia
Juan de Velasco de la Cueva y Pacheco era figlio di Gabriel de Velasco de la Cueva y Zuniga e di sua moglie, Victoria Pacheco y Colonna, figlia del marchese di Serralvo, di antenati italiani. Egli era l'undicesimo figlio della coppia e ricevette il battesimo nella parrocchia di San Giacomo di Madrid il giorno 11 ottobre 1608.
Il 24 ottobre 1636 venne ammesso nell'Ordine di Calatrava e nel 1637 venne nominato ambasciatore del re di Spagna presso la Repubblica di Genova; qui rimase fino 1641 quando passò provvisoriamente alla carica di governatore del Ducato di Milano durante l'assenza del marchese de Leganés, impegnato nei conflitti della Guerra dei Trent'anni. Rimase in carica sino al 1643 quando il marchese fece ritorno a Milano e partì quindi alla volta di Roma ove fu ambasciatore del re di Spagna con l'anno successivo. Influì nel conclave che in quell'anno elesse papa Innocenzo X il quale era stato in precedenza nunzio apostolico presso il Regno di Spagna. Nel 1645 Juan concluse la propria ambasciata a Roma e fece ritorno in Spagna ove si dedicò alle lettere ed in particolare alla poesia, arte nella quale eccelleva.
Morì nel 1650 e, non essendosi mai sposato e non avendo mai avuto figli, ai suoi titoli nobiliari gli succedette il fratello minore Gaspar che morì l'anno successivo lasciando sua unica erede l'unica figlia avuta, Ana Maria.